# Antonis Lepeniotis
Antonis Lepeniotis (griechisch Ἀντώνης Λεπενιώτης Andonis Lepeniótis, * 20. April 1932 in Athen; † 23. Juli 2004 ebenda) war ein griechischer Filmregisseur und Drehbuchautor.

## Leben und Wirken
Nach einer Ausbildung zum Bühnenbildner übersiedelte er 1957 nach Wien. Hier arbeitete er zunächst als Schauspieler und Bühnenbildner am Theater der Courage und am Atelier-Theater.
Mit kurzen experimentellen Dokumentarstreifen begann Lepeniotis 1964 seine Tätigkeit als Filmregisseur. 1968 vertrat er mit seinem Experimentalfilm Der Tod des Dr. Antonio durch die Renaissance der geistigen Gesellschaft, ein Aperçu über den isolierten, überzivilisierten Menschen, Österreich beim internationalen Filmfestival in Knokke.
Aufsehen erregte 1970 sein erster Langfilm Alkeste oder die Bedeutung Protektion zu haben, worin er den Alkestis-Stoff zu einer Polemik gegen das Militärregime Griechenlands verwandte. Er war zugleich das erste wesentliche Werk des Neuen Österreichischen Films. Neben zahlreichen Dokumentarfilmen, die vom ORF produziert wurden, inszenierte Lepeniotis mit Das Manifest (1974) und Unternehmen V2 (1976) / Operation Hydra (1980), einer Auseinandersetzung mit Fehlverhalten in der NS-Zeit, weitere Spielfilme.